# Полное превращение (фильм)
«Полное превращение» — российская комедия 2015 года режиссёра Филиппа Коршунова.

## Сюжет
История неудачника Димы, работающего риелтором, но не успешного ни в любви, ни в профессии. Из рук случайно оказавшегося на его пути сумасшедшего учёного Дима получает странное устройство, способное превращать всякого человека в кого (или что) угодно.

## В ролях
- Олег Гаас — Дмитрий Шахматов
- Арина Постникова — Олеся
- Наиль Абдрахманов — Макс
- Павел Абдалов — Леонид
- Егор Сальников — «Суслик»
- Виталий Кудрявцев — Олег
- Ирина Крутик — Виктория
- Сергей Николаев — качок
- Александра Булычёва — Диана
- Тиана Оквамо — Триша
- Ольга Зейгер — покупательница

## Критика
- Борис Иванов: «Пошлая, гадкая и лишь изредка смешная комедия о молодом парне, который получает возможность менять облик, свой и чужой»[1].
- КГ-Портал: «Кино спасает сугубо тот факт, что его создатели — люди отнюдь не бесталанные, и тупая пригламуренная пошлятина в стиле Andreasyan Bros. у них не может получиться чисто физически, сколько ни старайся»[2].